# Daisy Lake, Northwest Territories
Daisy Lake är en sjö i Kanada.   Den ligger i territoriet Northwest Territories, i den centrala delen av landet, 2 900 km nordväst om huvudstaden Ottawa. Daisy Lake ligger 311 meter över havet.
Trakten runt Daisy Lake är nära nog obefolkad, med mindre än två invånare per kvadratkilometer.